# Theepot van Doorniks porselein
De Theepot van Doorniks porselein is een porseleinen theepot die rond 1775 in een Doornikse porseleinfabriek werd vervaardigd. Hoogstwaarschijnlijk komt hij uit de ateliers van François Peterinck, die in Doornik in die periode het eerste porseleinatelier oprichtte.

## Beschrijving
De buik van de theepot vertoont met een kleurrijk tafereel in een rocaille met bloemenguirlandes die verguld zijn. De theepot is bolvormig en versmalt naar beneden toe. De stijl is beïnvloed door het porselein van Vincennes-Sèvres; in de schelpvormige uitsparingen zijn oorlogstaferelen afgebeeld. Aan de zijkanten vertoont de pot strijdende ruiters. Het mooi versierde deksel draagt een knop in de vorm van een eikel. Een goudkleurig kantmotief van fleurons en accolades werken de kraag af.

## Achtergrond
Mogelijk zijn de oorlogstaferelen met cavalerie geïnspireerd door de etsen van schilderijen van de Franse 17e-eeuwse kunstenaar Adam Frans van der Meulen. De opdienschotel met strijdtafereel hoort blijkbaar bij de hier besproken theepot omwille van dezelfde motieven in de versiering. Zowel de theepot als de opdienschotel zijn tentoongesteld in het Musée Royal de Mariemont te Morlanwelz.

## Geschiedenis
De Theepot van Doorniks porselein werd in 2014 verworven door het Legaat Donald Germain, onder beheer van het Erfgoedfonds van de Koning Boudewijnstichting (inventarisnummer: KBS 0103).